# Michael McCann
Michael Anthony McCann (Sydney, 5 juli 1976) is een voormalig hockeyer uit Australië. 
McCann behaalde zijn grootste succes door met Australische elftal in de olympische finale Nederland te verslaan. McCann verloor met zijn ploeggenoten tweemaal de finale van het wereldkampioenschap van Duitsland.

## Erelijst
- 2002 – 5e Champions Trophy in Keulen
- 2002 –  Wereldkampioenschap in Kuala Lumpur
- 2003 –  Champions Trophy in Amstelveen
- 2004 –  Olympische Spelen in Athene
- 2005 –  Champions Trophy in Chennai
- 2006 – 4e Champions Trophy in Terrassa
- 2006 –  Wereldkampioenschap in Mönchengladbach